# Nupserha nyanzana
Nupserha nyanzana là một loài bọ cánh cứng trong họ Cerambycidae.